# Карнобатска тънкорунна овца
Карнобатска тънкорунна овца е българска порода овце с предназначение добив на вълна и месо.

## Разпространение
Породата е разпространена в стопанства в селища, намиращи се в равнинната част на областите Бургас и Ямбол. Породата е създавана в периода 1955 - 1985 г., чрез сложно възпроизводително кръстосване на местни карнобатски овце с кочове от тънкорунни породи - предимно от породите Страврополска мериносова овца и Асканийска мериносова овца. През 70-те години е впръсквана кръв на малка част от овцете от Австралийски меринос. В породообразуването участие вземат и кочове от породите Меринофлайш, Камволмерино, Съветски меринос и други. Призната е за порода през 1986 г.
Към 2008 г. броят на представителите на породата е бил 262 индивида.
Рисков статус – застрашена от изчезване.

## Описание
Животните с едро телосложение, тялото е приземно и хармонично. Главата е бяла, средно голяма, ушите са средно големи хоризонтално поставени. Овцете са без рога, а рогата при кочовете са добре развити. Опашката е дълга и достига под скакателната става. Шията е средно дълга с три кожни гънки - по една-две напречни и една надлъжна. Срещат се и животни със слабо развити гънки. Краката са здрави.
Руното е бяло и затворено. Преобладават животните със светъл и бял серей на вълната. Краката, главата и корема са добре зарунени.
Овцете са с тегло 60 – 62 kg, а кочовете 95 – 105 kg. Средният настриг на вълна е 6 – 6,5 kg при овцете и 13 – 15 kg при кочовете. Плодовитостта е в рамките на 120 – 130%. Средната млечност за лактационен период е 80 – 90 l.